# Linha Livramento–Cacequi
A Linha Livramento-Cacequi é uma ferrovia de bitola métrica localizada na campanha gaúcha próximo à fronteira com o Uruguai. A linha inicia em Sant'Ana do Livramento passando por Rosário do Sul até conectar-se com a Linha Porto Alegre-Uruguaiana. Aos olhos do Plano Nacional de Viação a linha faz parte da estrada de ferro EF-153 que liga Marques dos Reis no Paraná, com Sant'Ana do Livramento e o Uruguai..